# Parque Meia Lua
Parque Meia Lua é um distrito do município brasileiro de Jacareí, que integra a Região Metropolitana do Vale do Paraíba e Litoral Norte, no interior do estado de São Paulo.

## História

### Formação administrativa
- Distrito criado pela Lei n° 3.198 de 23/12/1981, com sede no bairro Parque Meia Lua e com território desmembrado do distrito de Jacareí[3][4].

## Geografia

### Demografia

#### População urbana
| Crescimento população urbana | Crescimento população urbana | Crescimento população urbana | Crescimento população urbana |
| Censo                        | Pop.                         |                              | %±                           |
| ---------------------------- | ---------------------------- | ---------------------------- | ---------------------------- |
| 1991                         | 8 671                        |                              | —                            |
| 2000                         | 9 103                        |                              | 5,0%                         |
| 2010                         | 11 271                       |                              | 23,8%                        |
| Fonte: IBGE e Fundação SEADE |                              |                              |                              |

#### População total
Pelo Censo 2010 (IBGE) a população total do distrito era de 11 300 habitantes.

### Área territorial
A área territorial do distrito é de 7,987 km².

### Rodovias
O principal acesso ao distrito é a Rodovia Presidente Dutra (BR-116).

## Serviços públicos

### Registro civil
Feito na sede do município, pois o distrito não possui Cartório de Registro Civil das Pessoas Naturais.

### Saneamento
O serviço de abastecimento de água é feito pelo Serviço Autônomo de Água e Esgoto de Jacareí (SAAE).

### Energia
A responsável pelo abastecimento de energia elétrica é a EDP São Paulo, antiga Bandeirante Energia.

### Telecomunicações
O distrito era atendido pela Telecomunicações de São Paulo (TELESP) através da central telefônica de Jacareí. Em 1998 esta empresa foi vendida para a Telefônica, que em 2012 adotou a marca Vivo para suas operações.

## Religião
O Cristianismo se faz presente no distrito da seguinte forma:

### Igreja Católica
- A igreja faz parte da Diocese de São José dos Campos[15].

### Igrejas Evangélicas
- Congregação Cristã no Brasil[16].